# Gyde Callesen
Gyde Callesen (* 14. März 1975 in Flensburg als Gyde Ibisch) ist eine deutsche Schriftstellerin.

## Leben und Werk
Gyde Callesen wurde 1975 in Flensburg geboren, wo sie bis zum Abitur lebte. Sie studierte in Aachen und Hannover Germanistik, Philosophie und Biologie. Seit 2000 lebt und arbeitet sie als freie Schriftstellerin in Hannover. Sie lehrte an der Leibniz Universität Hannover und ist Dozentin für literarisches Schreiben. Seit 2007 hat sie eine eigene Schreibschule in Hannover, an der sie Laien und Profis das Handwerkszeug des Schreibens vermittelt. Weiterhin initiierte und leitete sie diverse Lesungsreihen in Hannover und Umland.
Sie ist Mitglied im Vorstand des Verbandes deutscher Schriftsteller und im Bundesverband junger Autoren und Autorinnen.
Gyde Callesen arbeitet zusammen mit bildenden und darstellenden Künstlern und gestaltet Performances und Installationen.
Sie ist besonders dem Tanz verbunden und absolvierte eine über zwanzigjährige Ausbildung in klassischem und modernem Tanz. Seit 2003 praktiziert sie intensiv asiatische Heil- und Kampfkünste.
In ihrer Arbeit am Frauennotruf Hannover, wo sie seit 2005 Schreibwerkstätten leitet, entwickelte sie die Methode LEAF, die Elemente der ressourcenorientierten Traumaarbeit nach Luise Reddemann mit Techniken des Literarischen Schreibens verbindet.
In ihren Werken setzt sie sich kritisch-humorvoll mit der Gegenwart auseinander. In ihrem Romandebüt Maya mein Mädchen stellt sie das Leben eines Menschen mit der Diagnose Posttraumatische Belastungsstörung dar. Ihre Kurzprosa zeichnet sich durch bizarr-skurrile Figuren aus, die in einer merkwürdig real-surrealen Welt auf der Suche nach ihrer Identität sind. Die mehrfach ausgezeichnete Lyrik wechselt zwischen gesellschaftskritischen, scharfen Texten und Gedichten mit einer magischen Bilderwelt.

## Auszeichnungen
- 2001: Förderung des ersten Buches 'Augenblicke – Blickwinkel. Lyrische Perspektiven' durch die ungarische Literaturgesellschaft, Budapest
- 2002: Preis der Bibliothek des deutschsprachigen Gedichts
- 2005: Finalistin beim Leonce-und-Lena-Preis
- 2005: Preisträgerin des Großen Lyrikwettbewerbs vom C.H.Beck Verlag

## Bücher
- 2001: Augenblicke – Blickwinkel. Lyrische Perspektiven. (Gedichte), Wiesenburg Verlag, Schweinfurt 2001, ISBN 3-932497-49-X.
- 2002: Jenseits des Kommas. (Gedichte), Wiesenburg Verlag, 2002, ISBN 3-932497-76-7.
- 2003: Maya mein Mädchen. (Roman), Wiesenburg Verlag, 2003, ISBN 3-932497-98-8.
- 2004: Der Fluss unter dem Fluss. (Gedichte), Gebundene Ausgabe, Wiesenburg Verlag, 2004, ISBN 3-937101-42-X.
- 2006: Käfer sind ungerade. (Kurzgeschichten), Wiesenburg Verlag, 2006, ISBN 3-937101-91-8.
- 2007: Paradiesäpfel angebissen. (Gedichte), Wiesenburg Verlag, 2007, ISBN 978-3-939518-67-9.
- 2010: Flamingos am Abendfenster. (Gedichte), Wiesenburg Verlag, 2010, ISBN 978-3-942063-48-7.
- 2013: Angst hat die Quersumme 5. (Roman), Wiesenburg Verlag, 2013, ISBN 978-3-943528-87-9.
- 2014: weit meer. (Gedichte), Wiesenburg Verlag, 2014, ISBN 978-3-95632-199-3.
- 2015: Der Zufall ist ein Vogel, der langsam um die Ecke fliegt. (Kurzgeschichten), Wiesenburg Verlag, 2015, ISBN 978-3-95632-200-6.

## Weitere Veröffentlichungen
- Talentsichtung. LIMA. Literaturmagazin des Bundesverbandes junger Autorinnen und Autoren. Siegen, 2001, S. 78/79.
- Feuergeheuer. Anthologie zum Jahrestag der Bücherverbrennung 2003. Hrsg. v. Pete Zottl, S. 12.
- Spinnennetztage. Literarischer März 2005. Hrsg. v. Fritz Deppert, Christian Döring, Hanne F. Juritz. Brandes & Apsel Verlag, Frankfurt/Main, 2005, S. 15–26.
- Das Wunder der Wandlung. Hrsg. v. Sakina Sievers, Nirgun Loh, ShenDo Verlag, 2009, S. 6–7.
- Die Schublade. Die Blümchenpoesie der Spaßgesellschaft – Die verblüffende Aktualität der 50er Jahre, 2010.
- Klinkhardt Lexikon der Erziehungswissenschaft, Artikel: Schreibwerkstätten. Band 3, Stuttgart, 2011.
- KulturNetz. Die Verlagslandschaft wandelt sich – aber wir sehen nichts, wir hören nichts, wir sagen nichts, 2014.
- KulturNetz. Der Schriftsteller ist ein Verdachtsfall an sich – oder: Aus dem Leben eines Nicht-Bestseller-Autors, 2015.

## Performances und Installationen (Auswahl)
- ‚Margueritte Porette’, (Performance), Konzeption, im Rahmen des Philosophie-Festivals Hannover, zu der mittelalterlichen Mystikerin Marguerite Porrette, Historisches Museum Hannover, 2008
- ‚WortBeete’, (Performance), Konzeption, im Rahmen der Gartenregion Hannover, Von-Alten-Garten Hannover, 2009
- ‚Rosenstraße 76’, (Performance), Konzeption, mit Monika Herrmann (Cello) im Rahmen der Ausstellung Rosenstraße 76, Kreuzkirche Hannover, 2012
- ‚Von weißen Wüsten träume ich’ (Performance) mit Birgitta Martin (Künstlerin), Teehaus Hannover, 2013
- 'Zwischentöne – Zwischenworte' (Performance), Konzeption, mit Monika Herrmann (Cello), Kloster Mariensee, 2013
- ‚Brücken aus Glas’ (Performance) mit Birgitta Martin (Künstlerin), Teehaus Hannover, 2014